# Ревель (Изер)
Ревель (фр. Revel) — коммуна во Франции, находится в регионе Рона — Альпы. Департамент коммуны — Изер. Входит в состав кантона Муаян Грезиводан. Округ коммуны — Гренобль.
Код INSEE коммуны — 38334. Население коммуны на 2012 год составляло 1413 человек. Населённый пункт находится на высоте от 299 до 2840 метров над уровнем моря. Муниципалитет расположен на расстоянии около 490 км юго-восточнее Парижа, 105 км юго-восточнее Лиона, 12 км восточнее Гренобля. Мэр коммуны — Bernard Michon, мандат действует на протяжении 2014—2020 гг.
Динамика населения (INSEE):